# Saint-Symphorien-sur-Couze
Saint-Symphorien-sur-Couze korábbi község Franciaország Új-Aquitania régiójában, Haute-Vienne megyében. 2019. január 1-jén Roussac és Saint-Pardoux korábbi községekkel egyesült és az így létrejött Saint-Pardoux-le-Lac új község része lett.
Lakosainak száma 249 fő (2018. január 1.). Saint-Symphorien-sur-Couze Le Buis, Châteauponsac, Compreignac, Roussac, Saint-Pardoux és Thouron községekkel határos.

## Népesség
A település népessége az elmúlt években az alábbi módon változott:
| Lakosok száma | 242  | 250  | 255  | 250  | 249  |
|               | 2013 | 2015 | 2016 | 2017 | 2018 |